# 1742
1742 (MDCCXLII) fue un año común comenzado en lunes según el calendario gregoriano.

## Acontecimientos
- 24 de enero: Carlos VII se convierte en emperador del Sacro Imperio Romano.
- 18 de febrero: Una flota inglesa ataca el puerto español de La Guaira en el Caribe.
- 8 de abril: En Dublín se representa por primera vez El Mesías de Haendel.
- 17 de mayo: Federico el Grande, rey de Prusia, derrota a los austriacos en la batalla de Chotusitz.
- 3 de junio: Revuelta quechua de Juan Santos Atahualpa en el Virreinato del Perú.
- 11 de junio: Tratado de Breslavia.
- 11 de julio: Por bula papal se pone fin de la Disputa de los ritos.
- 11 de octubre: Fundación de Melipilla, ciudad de la Región Metropolitana de Santiago de Chile, por José Antonio Manso de Velasco
- 3 de noviembre: Pedro de Cebrián y Agustín entra en la Ciudad de México como el 40.º virrey de la Nueva España.

## Ciencia y tecnología
- Anders Celsius inventa la escala de temperatura que lleva su nombre.

## Nacimientos
- 4 de junio: Jordán de Asso, naturalista, jurista e historiador español (f. 1814).
- 27 de junio: José de Iturrigaray, militar español, virrey de la Nueva España (f. 1815)
- 1 de julio: Georg Christoph Lichtenberg, científico y escritor alemán (f. 1799)
- 5 de diciembre: María Gertrudis Hore, poeta española (f. 1801)